# John Vincent Barry
Pour les articles homonymes, voir Barry.
Sir John Vincent William Barry (né le 13 juin 1903 à Albury et mort le 8 novembre 1969 à Armadale) est un juge australien de la Cour suprême du Victoria et un expert en criminologie.